# История Александра Великого Македонского
«История Александра Великого Македонского» (лат. Historiae Alexandri Magni Macedonis) — биография полководца Александра Великого Македонского, написанная в I веке римским историком Квинтом Курцием Руфом. Является одним из наиболее полных жизнеописаний полководца, дошедших до наших дней.

## Описание
«История Александра Великого Македонского» была написана в 10 томах. Сохранились (с незначительными пробелами) тома III—X. Две первые книги, в которых, предположительно, излагались события от воцарения Александра до его похода вглубь Малой Азии, утрачены. Книга является одним из наиболее полных дошедших до наших дней жизнеописаний Александра Великого.
При этом исследователями отмечается, что Квинт Курций Руф не был современником полководца и потому пользовался для составления своего труда более ранними сочинениями, некоторые из которых вызывают сомнения в достоверности. Также исследователями отмечается общая тональность книги с восхвалениями героя и одновременно сожалениями о недостаточной его умеренности, а кроме того ряд фактических ошибок.
Самые ранние из сохранившихся рукописей книги относятся к IX—X векам. Все они имеют одни и те же пропуски, в том числе отсутствуют первые два тома.
В 1470 году в Венеции вышло первое печатное издание книги. Уже тогда делались первые попытки дополнить утерянные части сведениями из сочинений других авторов.
В эпоху Возрождения сочинение Квинта Курция Руфа становится популярным. Существует история, согласно которой книга была любимым чтением кардинала Ришельё при осаде Ла-Рошели.
В XVI—XVII веках появилось около ста изданий «Истории Александра Македонского». По мотивам книги были сочинены несколько пьес.

## Переводы
Одним из наиболее известных изданий книги является опубликованный в 1653 году французский перевод, выполненный Клодом де Вожла — «членом-учредителем» Французской академии, одним из законодателей французского классицизма XVII века в области литературного языка.
- В серии «Loeb classical library» «История» издана в 2 томах (№ 368, 369).
- В серии «Collection Budé» «История» издана в 2 томах.

Русские переводы
Впервые перевод книги с латинского языка на русский был выполнен в 1709 году, как указано в оригинальном издании «повелением царскаго величества». Таким образом, инициатором издания был Пётр I. «Книга Квинта Курциа о делах содеянных Александра Великаго царя Македонскаго» была издана Московским печатным двором в октябре 1709 года. Оригинал хранится в собрании Российской государственной библиотеки. Книга несколько раз переиздавалась. Издания 1—3 напечатаны в Москве в 1709, 1711 и 1717 годах, издания 4—5 — в Санкт-Петербурге в 1722 и 1724 годах.
Перевод И. Копиевского, сделанный также при Петре I, не был напечатан, но сохранился.
Третий (второй опубликованный) русский перевод книги выполнялся профессором Академии наук Степаном Крашенинниковым. «История о Александре Великом царе македонском» в данном переводе выпускалась издательством при Императорской Академии наук. Наиболее ранний экземпляр, хранящийся в Российской государственной библиотеке, датирован 1750 годом.
Современный русский перевод книги впервые был выполнен в 1963 году на кафедре древних языков исторического факультета Московского государственного университета и тогда же выпущен в свет издательством МГУ. В 1993 году он переиздан был тем же издательством с незначительными изменениями. Новый русский перевод, выполненный докт. филол. наук Р. Л. Шмараковым под редакцией докт. ист. наук А. А. Клейменова и докт. филол.  наук С. И. Николаева, опубликован в 2023 году НИЦ «Ладомир» в академической серии «Литературные памятники».
Русские переводы:
- Книга Квинта Курция о делах содеянных Александра Великого царя македонского, переведена повелением царского величества с латинского языка на российский лета 1709 и напечатана в Москве того же лета в октоврии месяце. [Переводчик неизвестен]. — М., 1709 (пять изданий в 1709—1724 годах[2]).
- Квинта Курция История о Александре Великом, царе Македонском, с дополнением Фрейнсгейма и с примеч / Пер. с лат. языка вторично Степаном Крашенинниковым, Академии наук профессором. — СПб., 1750 (2-е изд. 1768. 3-е изд. 1793—1794. 4-е изд. 1800—1801. 5-е изд. 1809. 6-е изд. 1812—1813.).
- Квинта Курция о жизни Александра. С дополнениями И. Фрейнсгемуса / Пер. А. Мартоса. — СПб., 1819. — Ч. 1. — 380 с.; Ч. 2. — 334 с.
- Квинт Курций Руф. История Александра Македонского. Сохранившиеся книги / Пер. с лат. К. А. Морозовой и И. А. Мироновой (кн. III), В. С. Соколова и А. Ч. Козаржевского (кн. IV—V, IX—X), И. А. Мироновой (кн. VI), Д. А. Дрбоглава (кн. VII), А. Ч. Козаржевского (кн. VIII) под ред. В. С. Соколова. — М.: Издательство МГУ, 1963. — 478 с. — 5000 экз.
  - переизд. перевода 1963 года: Квинт Курций Руф. История Александра Македонского. С приложением сочинений Диодора, Юстина, Плутарха об Александре. 2-е изд., испр. / Отв. ред. А. А. Вигасин, сверка перевода О. В. Смыки, комм. А. В. Стрелкова, С. В. Новикова, А. А. Вигасина. — М.: Издательство МГУ, 1993. — 464 с. — (20000 экз.)
- Квинт Курций Руф. История Александра Великого Македонского / Пер. с лат. Р. Л. Шмаракова, под ред. А. А. Клейменова и С. И. Николаева. — М.: Ладомир, 2023. — 636 с. — (Литературные памятники). — (500 экз.). — ISBN 978-5-86218-651-2.